# Čaklov
Čaklov (in ungherese Csáklyó) è un comune della Slovacchia facente parte del distretto di Vranov nad Topľou, nella regione di Prešov.